# NGC 3209
NGC 3209 ist eine elliptische Galaxie vom Hubble-Typ E2 im Sternbild Löwe an der Ekliptik. Sie ist schätzungsweise 271 Millionen Lichtjahre von der Milchstraße entfernt und hat einen Durchmesser von etwa 105.000 Lj.

Im selben Himmelsareal befindet sich die Galaxie IC 2567.
Das Objekt wurde am 19. Februar 1827 von John Herschel entdeckt.